# Іттіхад Аш-Шурта
Іттіхад Аш-Шурта (Ittihad El-Shorta) — єгипетський футбольний клуб, що базується в Насер-Сіті, передмісті (районі) столиці держави міста Каїру.
Цей молодий футбольний клуб під керівництвом вдалого менеджера Талаата Юссефа в першому ж сезоні в Прем'єр лізі Єгипту показав свою міць й увірвався в чільну десятку команд, підтвердивши свої, не даремні, претензії, після стрімкого злету з нижчих дивізіонів до єгипетської футбольної еліти. Команда під керівництвом здібного тренера Алаа Абдель-Аля граючи в захисній манері (чого ж іще було чекати від новачка ліги) показала змістовну, і, що найголовніше, успішну гру — як наслідок, 9-е місце серед 16 команд.